# Bellingerit
Bellingerit ist ein sehr selten vorkommendes Mineral aus der Mineralklasse der „Oxide und Hydroxide“ (einschließlich V[5,6]-Vanadate, Arsenite, Antimonite, Bismutite, Sulfite, Selenite, Tellurite, Iodate) mit der chemischen Zusammensetzung Cu3(IO3)6·2H2O und ist damit chemisch gesehen ein wasserhaltiges Kupfer-Iodat.
Bellingerit kristallisiert im triklinen Kristallsystem und entwickelt flächenreiche Kristalle bis etwa zwei Millimeter aus, die nach der b-Achse gestreckt sind. Die durchscheinenden Kristalle sind von hellgrüner bis hellbläulichgrüner Farbe und hinterlassen auf der Strichtafel einen sehr hellgrünen Strich.
Mit einer Mohshärte von etwa 4 gehört Bellingerit zu den mittelharten Mineralen, die sich ähnlich wie das Referenzmineral Fluorit leicht mit einem Taschenmesser ritzen lassen.

## Etymologie und Geschichte
Erstmals entdeckt wurde Bellingerit im Kupfertagebau Chuquicamata in der Atacama-Wüste (Antofagasta) im Norden Chiles. Wissenschaftlich beschrieben wurde das Mineral erstmals 1940 durch Harry Berman und Caleb Wroe Wolfe, die es nach dem deutschen Metallurgen und Generaldirektor der Chile Exploration Company, Herman Carl Bellinger (1867–1941), benannten. Dieser hatte die ersten Proben des Minerals entdeckt und möglicherweise auch beschrieben.
Das Typmaterial des Minerals wird an der Harvard University in Cambridge (Massachusetts) in den USA unter Katalog-Nr. 95026 aufbewahrt.

## Klassifikation
In der veralteten 8. Auflage der Mineralsystematik nach Strunz gehörte der Bellingerit zur Mineralklasse der „Oxide und Hydroxide“ und dort zur Abteilung „Arsenite, Selenite, Tellurite und Jodate“, wo er gemeinsam mit Dietzeit, Lautarit, Salesit und Schwartzembergit in der Gruppe „Jodate“ mit der Systemnummer IV/G.03 steht.
In der zuletzt 2018 überarbeiteten Lapis-Systematik nach Stefan Weiß, die formal auf der alten Systematik von Karl Hugo Strunz in der 8. Auflage basiert, erhielt das Mineral die System- und Mineralnummer IV/L.02-020. Dies entspricht der Klasse der „Oxide und Hydroxide“ und dort der Abteilung „Jodate“, wo Bellingerit zusammen mit Bluebellit und Salesit eine unbenannte Gruppe mit der Systemnummer IV/L.02 bildet.
Die von der International Mineralogical Association (IMA) zuletzt 2009 aktualisierte 9. Auflage der Strunz’schen Mineralsystematik ordnet den Bellingerit in die Klasse der „Oxide (Hydroxide, V[5,6]-Vanadate, Arsenite, Antimonite, Bismutite, Sulfite, Selenite, Tellurite, Iodate)“ und dort in die Abteilung „Iodate“ ein. Hier ist das Mineral in der Unterabteilung „Iodate ohne zusätzliche Anionen; mit H2O“ zu finden, wo es als einziges Mitglied eine unbenannte Gruppe mit der Systemnummer 4.KC.05 bildet.
In der vorwiegend im englischen Sprachraum gebräuchlichen Systematik der Minerale nach Dana hat Bellingerit die System- und Mineralnummer 21.01.03.01. Das entspricht der Klasse der „Carbonate, Nitrate und Borate“ und dort der Abteilung „Iodate - wasserfreie und wasserhaltige“. Hier findet er sich innerhalb der Unterabteilung „Iodate - wasserfreie und wasserhaltige mit verschiedenen Formeln“ als einziges Mitglied in einer unbenannten Gruppe mit der Systemnummer 21.01.03.

## Kristallstruktur
Bellingerit kristallisiert triklin in der Raumgruppe P1 (Raumgruppen-Nr. 2) mit den Gitterparametern a = 7,26 Å; b = 7,95 Å; c = 7,86 Å; α = 105,1°; β = 92,9° und γ = 96,9° sowie eine Formeleinheit pro Elementarzelle.

## Eigenschaften
Das Mineral ist schwach löslich in heißem Wasser, aber leicht löslich in verdünnter Salzsäure

## Bildung und Fundorte

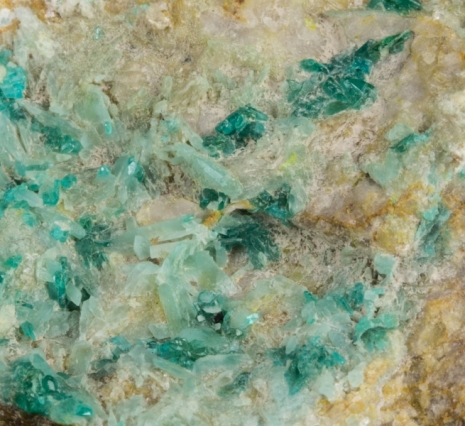
Bellingerit (dunkelblaugrün) und Leightonit (hellblaugrün) aus der Chuquicamata-Mine, Chile (Gesamtgröße: 13,8 cm × 6,9 cm
× 4,8 cm)

Bellingerit bildet sich sekundär als Aderfüllung in massivem Quarz in porphyrischen Kupfer-Lagerstätten, wo er in Paragenese mit Leightonit und Gips auftritt.
Bisher (Stand 2015) konnte Bellingerit nur an seiner Typlokalität Chuquicamata-Mine in Chile entdeckt werden.